# 류이퉁 (1997년)
류이퉁(중국어 간체자: 刘怡潼, 병음: Líu Yítóng, 한자음: 유이동, 1997년 7월 31일 ~ )은 중국의 배우이다.